# Liga de la Costa del Pacífico 1950-51
La Temporada 1950-51 de la Liga de la Costa del Pacífico fue la 6.ª edición y comenzó el 21 de octubre de 1950.  
En esta temporada, Tijuana y Hermosillo suspenden sus participaciones, en el caso de Tijuana, la lejanía de la ciudad fronteriza y las pobres comunicaciones hicieron fracasar la empresa de integrar al estado de Baja California en el circuito costero, por lo que el equipo regreso al puerto de Mazatlán. 
Hermosillo, por su parte, atravesaba por un mal momento financiero lo cual obligaría al ayuno beisbolero para la capital de Sonora por las temporadas sexta y séptima de la Liga de la Costa del Pacífico. Una nueva plaza entraría a sustituir a Hermosillo: Navojoa. 
Los Mayos tomarían los jugadores de Hermosillo según el convenio celebrado y junto con Culiacán, Mazatlán, Los Mochis, Guaymas y Ciudad Obregón completarían las escuadras que buscarían el quinto título de la Liga. 
Sin embargo, esta sexta temporada tendría una particularidad distinta al resto de las ediciones realizadas: quedaría con dos Campeones. Sucedió que, como se había convenido un año antes, el líder de la primera vuelta se enfrentaría con el de la segunda para una serie por el título; en la primera ronda Guaymas queda de líder mientras que Culiacán hace lo propio en la segunda después de una pésima primera vuelta. Sin embargo, el equipo de Ostioneros se rehusó a jugar la serie final, pues Don Florencio Zaragoza no estaba de acuerdo en dividir la temporada en dos vueltas.

## Sistema de competencia
Este año se continuó implementando en sistema de una campaña dividida por dos vueltas con un campeón en cada una; si los clubes líderes en cada mitad fueran distintos se jugaría una serie final por el campeonato, en caso de que el mismo equipo terminara de líder en las dos vueltas sería proclamado campeón y no se jugaría la serie final, se programaron 20 series. 

### Calendario
- Número de Series: 2 series en casa x 5 equipos = 10 series + 10 series de visita = 20 series
- Número de Juegos: 20 series x 3 juegos = 60 juegos

## Equipos participantes
| Liga de la Costa del Pacífico 1950-51 |           |                    |                        |                         |           |
| Equipo                                | Fundación | Mánager            | Ciudad                 | Estadio                 | Capacidad |
| Mayos de Navojoa                      | 1950      | Ken Richardson     | Navojoa, Sonora        | Revolución              | ***       |
| Ostioneros de Guaymas                 | 1945      | Luis Montes de Oca | Guaymas, Sonora        | "Abelardo L. Rodríguez" | 5,000     |
| Pericos de Los Mochis                 | 1947      | José Luis Gómez    | Los Mochis, Sinaloa    | Mochis                  | 3,000     |
| Tacuarineros de Culiacán              | 1945      | Manuel Arroyo      | Culiacán, Sinaloa      | General Ángel Flores    | 4,000     |
| Trigueros de Ciudad Obregón           | 1947      | Ángel Castro       | Ciudad Obregón, Sonora | Álvaro Obregón          | ***       |
| Venados de Mazatlán                   | 1945      | Guillermo Garibay  | Mazatlán, Sinaloa      | Mazatlán                | ***       |

## Juego de Estrellas
La 6.ª edición del juego de estrellas de la Liga de la Costa del Pacífico, fue celebrado en el estadio Revolución, en Navojoa, los extranjeros tuvieron de mánager a Ken Richardson mientras que los mexicanos a Manuel Arroyo. Los extranjeros vencieron 5-3 a los nacionales.

## Standings

### Primera vuelta
| Equipos                     | JJ | JG | JP | JE | PCT  | JV  |
| --------------------------- | -- | -- | -- | -- | ---- | --- |
| Ostioneros de Guaymas       | 30 | 21 | 9  | -  | .700 | -   |
| Mayos de Navojoa            | 30 | 16 | 13 | 1  | .552 | 4.5 |
| Venados de Mazatlán         | 30 | 15 | 15 | -  | .500 | 6.0 |
| Pericos de Los Mochis       | 30 | 13 | 17 | -  | .433 | 8.0 |
| Tacuarineros de Culiacán    | 30 | 12 | 17 | 1  | .414 | 8.5 |
| Trigueros de Ciudad Obregón | 30 | 11 | 17 | 2  | .393 | 9.0 |

| Avanza a la final |

### Segunda vuelta
| Equipos                     | JJ | JG | JP | JE | PCT  | JV   |
| --------------------------- | -- | -- | -- | -- | ---- | ---- |
| Tacuarineros de Culiacán    | 30 | 20 | 10 | -  | .667 | -    |
| Pericos de Los Mochis       | 30 | 18 | 12 | -  | .600 | 2.0  |
| Ostioneros de Guaymas       | 30 | 16 | 14 | -  | .533 | 4.0  |
| Venados de Mazatlán         | 30 | 15 | 15 | -  | .500 | 5.0  |
| Mayos de Navojoa            | 30 | 13 | 17 | -  | .433 | 7.0  |
| Trigueros de Ciudad Obregón | 30 | 8  | 22 | -  | .267 | 12.0 |

| Avanza a la final |

### General
| Equipos                     | JJ | JG | JP | JE | PCT  | JV   |
| --------------------------- | -- | -- | -- | -- | ---- | ---- |
| Ostioneros de Guaymas       | 60 | 37 | 23 | -  | .617 | -    |
| Tacuarineros de Culiacán    | 60 | 32 | 27 | 1  | .542 | 4.5  |
| Pericos de Los Mochis       | 60 | 31 | 29 | -  | .517 | 6.0  |
| Venados de Mazatlán         | 60 | 30 | 30 | -  | .500 | 7.0  |
| Mayos de Navojoa            | 60 | 29 | 30 | 1  | .483 | 7.5  |
| Trigueros de Ciudad Obregón | 60 | 19 | 39 | 2  | .333 | 17.0 |

## Serie por el Título
Sucedió que, como se había convenido un año antes, el líder de la primera vuelta se enfrentaría con el de la segunda para una serie por el título; en la primera ronda Guaymas queda de líder mientras que Culiacán hace lo propio en la segunda después de una pésima primera vuelta. Sin embargo, el equipo de Ostioneros se rehusó a jugar la serie final, pues Don Florencio Zaragoza no estaba de acuerdo en dividir la temporada en dos mitades.
La liga no declaró campeón absoluto, por lo que se nombró campeón a los dos equipos líderes, Ostioneros de Guaymas y Tacuarineros de Culiacán.

### Serie Final
| Equipos                  | JJ | JG | JP | PCT  | JV |
| ------------------------ | -- | -- | -- | ---- | -- |
| Tacuarineros de Culiacán | 0  | 0  | 0  | .000 | -  |
| Ostioneros de Guaymas    | 0  | 0  | 0  | .000 | -  |

| Campeón |

Nota: La serie final no se realizó, por lo que se nombró a dos campeones.

## Cuadro de honor
| Equipos                     | Posición |
| --------------------------- | -------- |
| Ostioneros de Guaymas       | Campeón  |
| Tacuarineros de Culiacán    | Campeón  |
| Pericos de Los Mochis       | 3° Lugar |
| Venados de Mazatlán         | 4° Lugar |
| Mayos de Navojoa            | 5° Lugar |
| Trigueros de Ciudad Obregón | 6° Lugar |

## Designaciones
A continuación se muestran a los jugadores más valiosos de la temporada.
| Designación         | Ganador                   | Equipo                                    |
| ------------------- | ------------------------- | ----------------------------------------- |
| Jugador Más Valioso | Daniel Ríos Pedro Ramírez | Venados de Mazatlán Pericos de Los Mochis |